# پاله‌واتا
پاله‌واتا (به لاتین: Pallewatta) یک منطقهٔ مسکونی در سری‌لانکا است که در استان مرکزی (سری‌لانکا) واقع شده‌است.